# تلمبه حاج احمد جعفری
تلمبه حاج احمد جعفری یک منطقهٔ مسکونی در ایران است که در دهستان اختیارآباد واقع شده‌است.